# Eli Iserbyt
Eli Iserbyt (Bavikhove, 22 de octubre de 1997) es un deportista belga que compite en ciclismo en las modalidades de ruta y ciclocrós.
Ganó dos medallas de bronce en el Campeonato Mundial de Ciclocrós, en los años 2022 y 2023, y tres medallas en el Campeonato Europeo de Ciclocrós entre los años 2019 y 2024.

## Medallero internacional
| Campeonato Mundial | Campeonato Mundial              | Campeonato Mundial | Campeonato Mundial |
| Año                | Lugar                           | Medalla            | Competición        |
| ------------------ | ------------------------------- | ------------------ | ------------------ |
| 2022               | Fayetteville (Estados Unidos)   | Medalla de bronce  | Individual         |
| 2023               | Hoogerheide (Países Bajos)      | Medalla de bronce  | Individual         |
| Campeonato Europeo |                                 |                    |                    |
| Año                | Lugar                           | Medalla            | Competición        |
| 2019               | Silvelle (Italia)               | Medalla de plata   | Individual         |
| 2020               | ’s-Hertogenbosch (Países Bajos) | Medalla de oro     | Individual         |
| 2024               | Pontevedra (España)             | Medalla de bronce  | Individual         |

## Palmarés

### Ciclocrós
2020
- Campeonato Europeo
- 2.º en el Campeonato de Bélgica de Ciclocrós

2024
- Campeonato de Bélgica